# الإقامة في المريخ

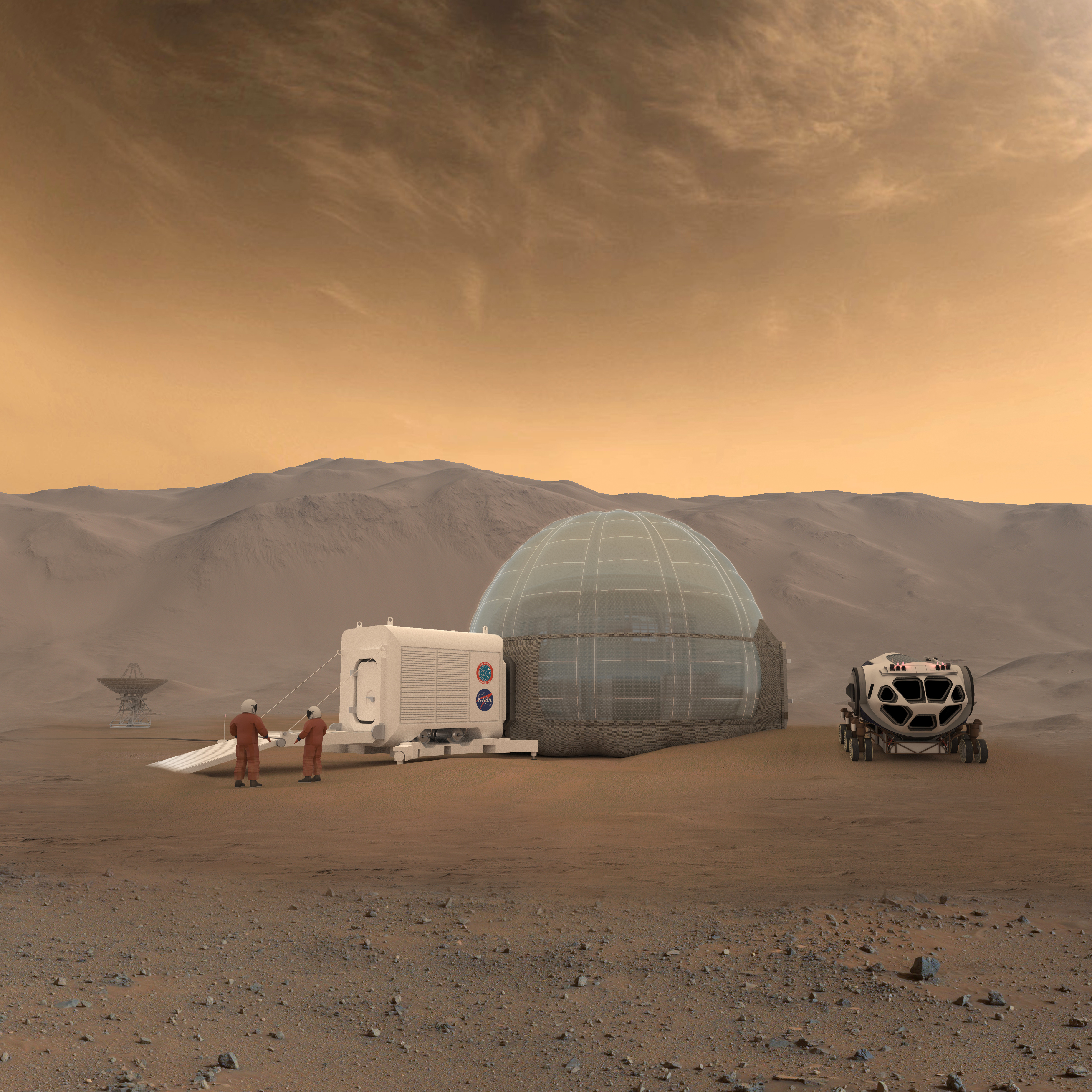
تصميم منزل مريخي ثلجي (NASA LaRC / Clouds Architecture Office، 2016)

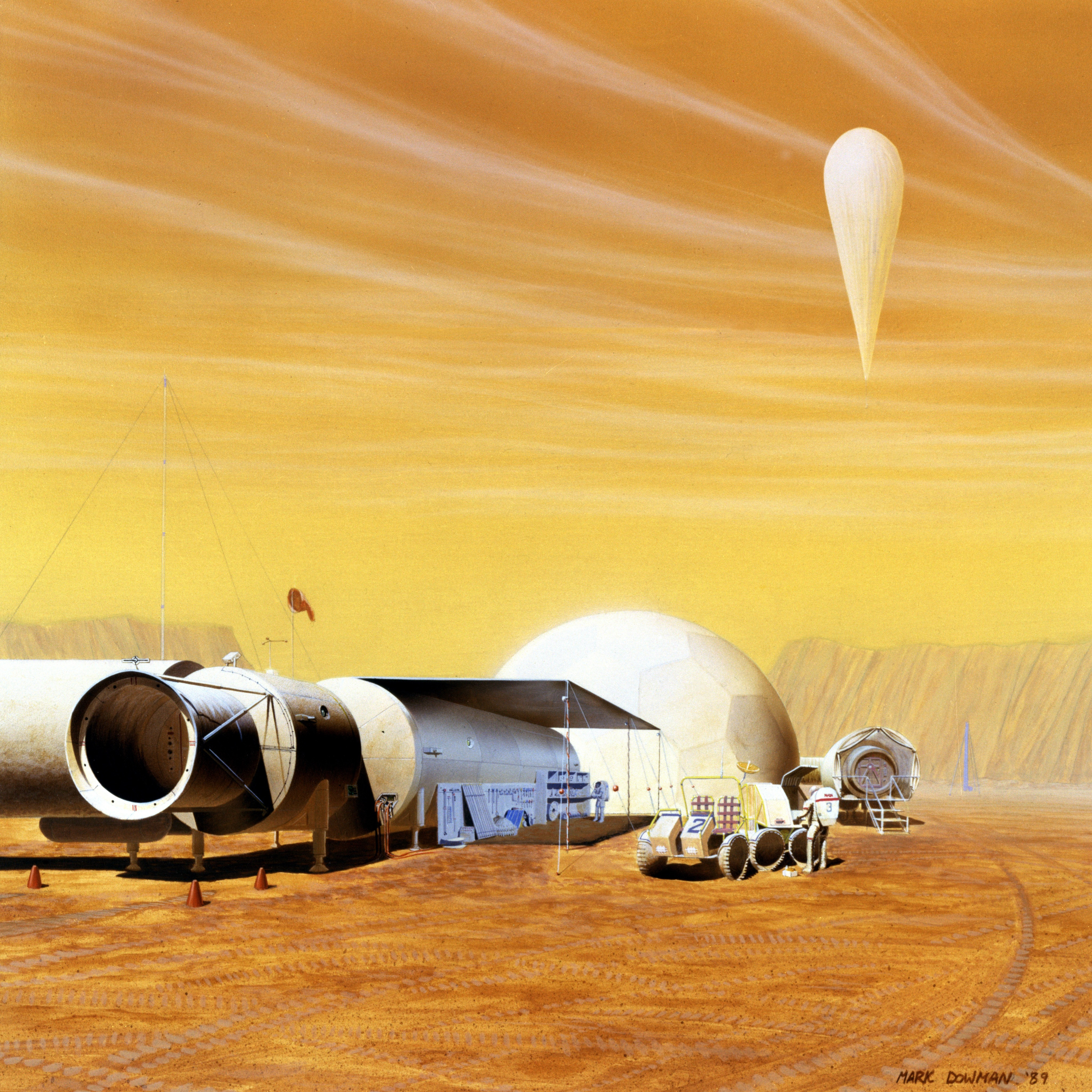
مكونات مختلفة مقترحة للحياة في المريخ. (م. دومان ، 1989)

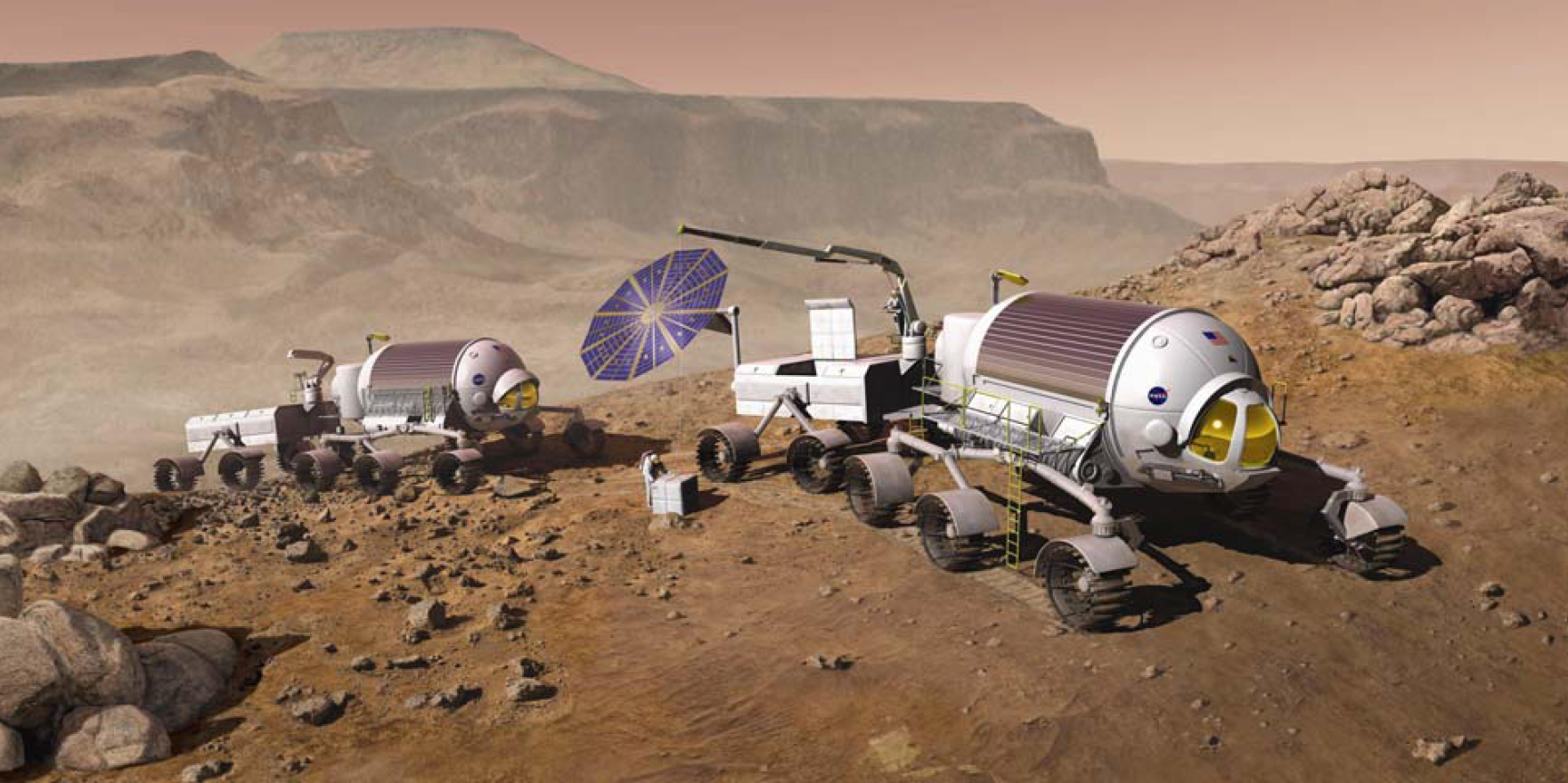
الموطن المحمول

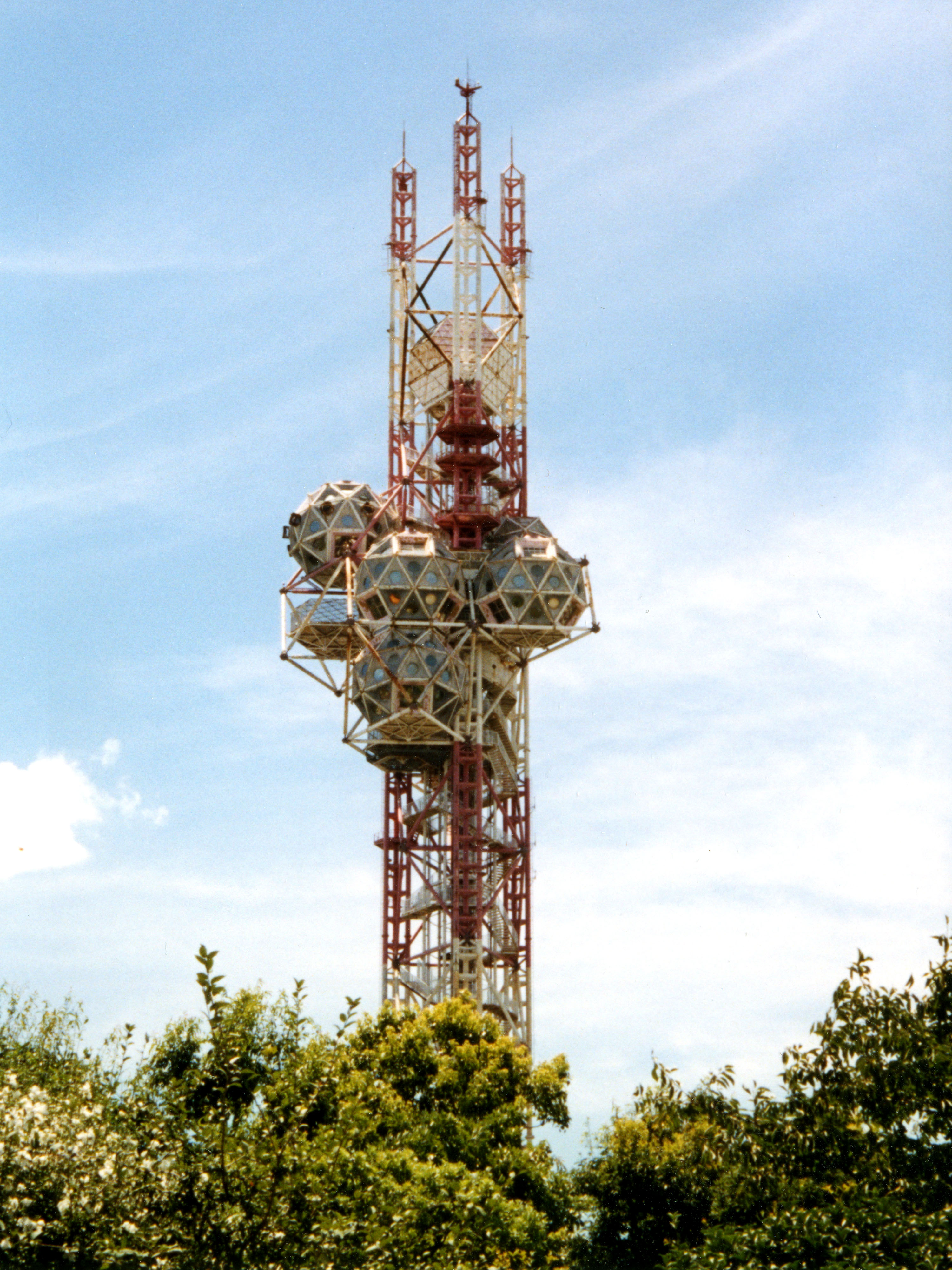
تصميم برج فريد، يسلط الضوء على هيكل الأبنية البديلة في البيئات المختلفة

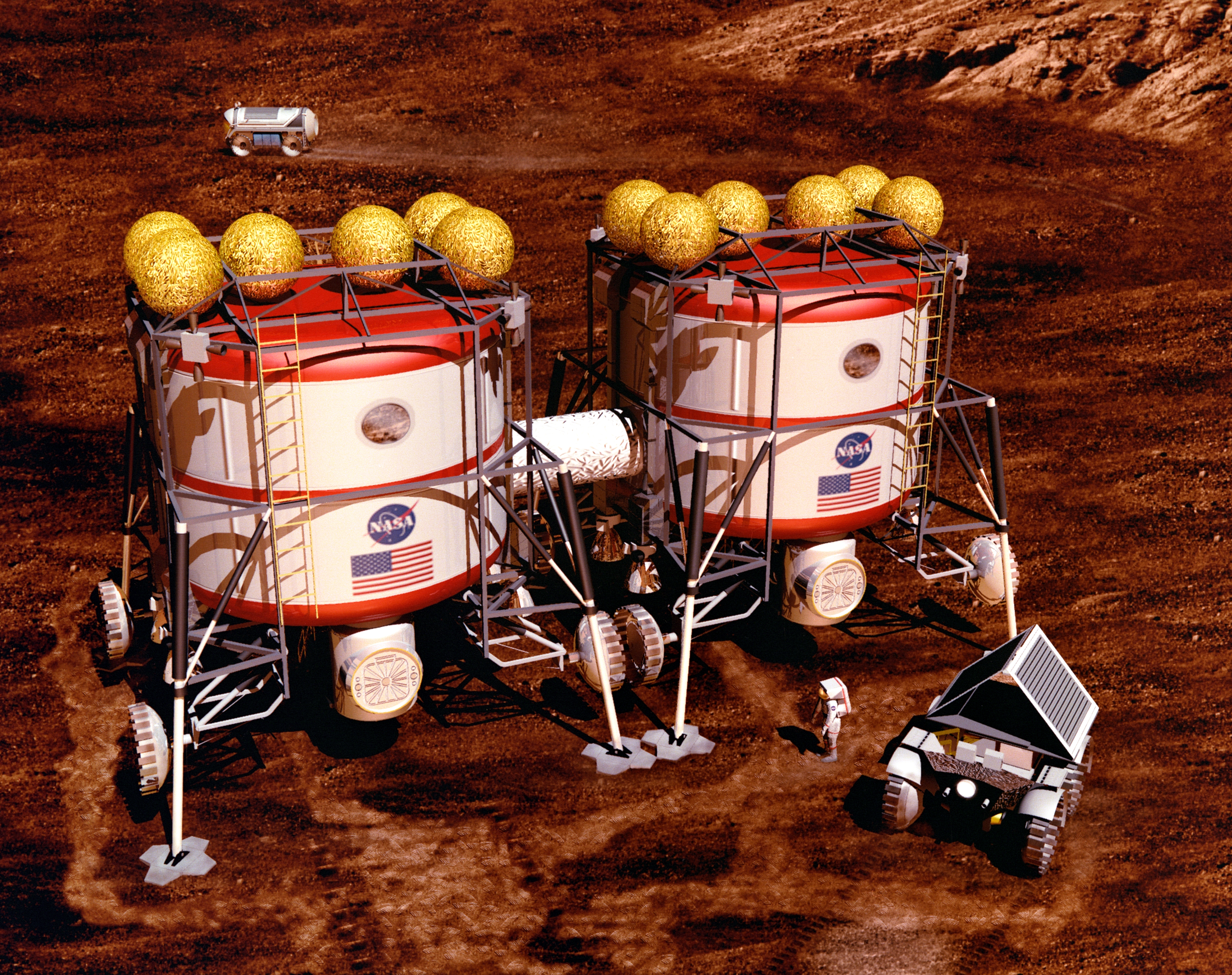
تصميم وكالة ناسا في حقبة التسعينات من القرن العشرين يتميز بقدرته على كتابة نوع من أنواع البريد العشوائي. وفكرتان هما استخدام مواد المريخ ، مثل الثلج لزيادة الحماية ، والأخرى هي التحرك تحت الأرض أو الكهوف

مساكن (مواطن) المريخ هي أماكن يمكن للبشر (وخاصة رواد الفضاء) العيش فيها على سطح المريخ  يجب أن تتعامل هذه المساكن مع الظروف السطحية التي لا تحتوي تقريباً على أي أكسجين في الهواء ومع البرد الشديد والضغط المنخفض والإشعاع العالي  وبدلاً من التعامل مع ذلك، يمكن وضع المواطن تلك تحت الأرض، مما يساعد على حل بعض المشاكل ولكنه بالمقابل يخلق صعوبات جديدة.
أحد التحديات هو التكلفة الكبيرة لمواد البناء على المريخ، والتي قدرت بحلول عام 2010 بنحو مليوني دولار أمريكي لكل «لبنة» على سطح المريخ. وفي حين أن الجاذبية على المريخ أقل من تلك الموجودة على الأرض ، هناك أيضاً تحدي الزيادة في الإشعاع الشمسي، ودورات درجة الحرارة، والقوى الداخلية الكبيرة اللازمة لهذه المساكن المتعرضة لضغط كبير وذلك لاحتواء الهواء.
وللتعامل مع هذه الصعوبات عمل المهندسون المعماريون على فهم التوازن الصحيح بين المواد في الموقع والبناء، وخارج الموقع في المريخ. فعلى سبيل المثال، تتمثل إحدى الأفكار في استخدام حطام صخري وهو مستعمل على الأرض للوقاية من التعرض للإشعاع، وإحدى الأفكار الأخرى هي استخدام الثلج الشفاف للسماح للضوء الغير ضار بدخول المساكن. يمكن أن يشمل تصميم مساكن المريخ أيضاً دراسة الظروف المحلية، بما في ذلك الضغط ودرجات الحرارة والمواد المحلية، وخاصة الماء.

## نظرة عامة
إن التحديات الكبيرة التي تواجه مساكن المريخ هي الحفاظ على بيئة اصطناعية والوقاية من الإشعاع الشمسي الشديد. يحتاج البشر إلى بيئة بضغط مناسب في جميع الأوقات وللحماية من الجو المريخي السام، يُعد ربط المساكن ببعضها أمرًا مفيدًا، حيث يتطلب الانتقال بين الهياكل المنفصلة بدلة ضغط أو ربما طواف مريخي.
تكمن واحدة من أكبر المشكلات ببساطة في الوصول إلى المريخ! مما يعني الهروب من الغلاف الجوي للأرض، والحفاظ على الرحلة إلى المريخ، والهبوط أخيراً على سطح المريخ، أحد الأمور المفيدة هو جو المريخ، والذي يسمح بالركوب الجوي، مما يعني حاجة أقل لاستخدام الوقود الدافع لإبطاء المركبة من أجل الهبوط الآمن. ومع ذلك، فإن كمية الطاقة اللازمة لنقل المواد إلى سطح المريخ هي مهمة إضافية تتجاوز مجرد مشكلة الدخول إلى المدار.
خلال أواخر الستينيات، أنتجت الولايات المتحدة صاروخ ساتورن 5 ، الذي كان قادرًا على إطلاق كتلة تعادل ما يتطلبه إطلاق مركبة تحمل طاقمًا من ثلاثة أفراد إلى سطح القمر ثم العودة للأرض، ويتطلب هذا الإنجاز عددًا من قطع الأجهزة المصممة خصيصًا وتطوير تقنية تعرف باسم موعد المدار القمري , وهو خطة للتنسيق بين مركبات الهبوط والصعود من أجل اللقاء في مدار قمري.
أيضاً في المريخ، يتطلب الأمر تقنية مماثلة وحدة رحلة إلى المريخ ، والتي تجمع بين مركبة صعود وهبوط الطاقم ومساكن سطحية للإقامة القصيرة.
على سطح المريخ بعض الاحتياجات البشرية:
- الهواء
- الطعام
- الماء
- المأوى
- الحمام (دورة المياه)
- النوم
- درجة الحرارة
- الاستحمام

من التحديات التي تواجه مساكن المريخ الحفاظ على المناخ، وخاصة درجة الحرارة المناسبة في المكان المناسب، إن أشياء مثل الأدوات الإلكترونية والأضواء تولد حرارة ترتفع في الهواء، وحتى مع وجود تقلبات شديدة في درجات الحرارة في الخارج.
إحدى الأفكار عن موطن المريخ هي استخدام كهف المريخ أو أنبوب الحمم ، وقد تم اقتراح خيمة قابلة للنفخ بواسطة مشروع كهوف المريخ لاستخدام مثل هذا الهيكل. وتم اقتراح فكرة العيش في أنابيب الحمم لاحقًا، وقد تمت الإشارة إليها لاحتمال قدرتها على توفير حماية متزايدة من الإشعاع وتقلب درجات الحرارة وضوء الشمس المريخي وما إلى ذلك. ومن مزايا العيش تحت الأرض أنه يلغي الحاجة إلى إنشاء درع إشعاعي فوق سطح الأرض.
وقدمت فكرة أخرى هي استخدام الروبوتات لبناء القاعدة(المسكن) قبل وصول الإنسان.
يمكن أن يكون لاستخدام النباتات الحية أو الكائنات الحية الأخرى المساعدة في إمدادات الهواء والغذاء تأثير كبير على التصميم ويبقى السؤال كيف يمكن توفير الضغط المنخفض الذي يبقى النباتات حية ومفيدة في نفس الوقت < قد يحتاج موطن المريخ إلى التركيز على إبقاء نوع معين من النباتات على سبيل المثال، كجزء من دعم سكانه
اقترحت دراسة كهوف ناسا للمريخ الأفكار التالية للدعم الحيوي لغذاء السكان مثل:
- النمو السريع
- نطاق درجة الحموضة الواسع
- التغذية العالية
- الحد الأدنى من النفايات

وأشارت الدراسة إلى اثنين من النباتات: الطحلب البطي وسرخس الماء، وهي مناسبة جداً خاصة وتنمو على سطح الماء, ويمكن أن يدعم موطن المريخ ظروف هذا المصدر الغذائي، مع إمكانية دمج عناصر من تصميم البيوت المحمية أو الزراعة.
من الناحية التاريخية، تميل البعثات الفضائية للحصول على إمدادات غذائية غير متنامية يتم تجديدها بإعادة الإمداد من الأرض. وتم تجربة استخدام النباتات للتأثير على الجو وحتى تعزيز الإمدادات الغذائية مع عقد 2010 على متن محطة الفضاء الدولية.
قضية أخرى هي إدارة النفايات، في سكاي لاب تم وضع كل النفايات في خزان كبير. وفي مكوك الفضاء يمكن أن تخرج النفايات إلى الفضاء أو يتم دفعها بعيدًا في أكياس لإعادة إدخالها الغلاف الجوي للأرض.
شملت اعتبارات الحفاظ على البيئة في نظام مغلق، إزالة ثاني أكسيد الكربون، والحفاظ على ضغط الهواء، وإمداد الأكسجين، ودرجة الحرارة والرطوبة، ووقف الحرائق.
والمشكلة الأخرى في النظام المغلق هي إبقائه خاليًا من التلوث من الانبعاثات من المواد المختلفة أو الغبار أو الدخان، أحد مصادر القلق على كوكب المريخ هو تأثير غبار المريخ الناعم في أماكن المعيشة أو الأجهزة.

موطن للمريخ بالاشتراك مع عناصر سطح أخرى على سطح المريخ (عمل فني)

### التقنيات ذات الصلة
بعض المجالات الممكنة للوصول إلى التكنولوجيا أو الخبرات المطلوبة:
- الطباعة ثلاثية الأبعاد
- دخول الغلاف الجوي للمريخ
- مشروع كهوف المريخ
- نموذج رحلة المريخ
- هندسة الطيران
- كبسولة فضاء
- نباتات في الفضاء

غالبًا ما يتم تصور مساكن المريخ كجزء ضمن مجموعة أو «قاعدة مريخية» تشمل تقنيات البنية التحتية. وتتضمن بعض الأمثلة البدلات المسماة EVA ، و طوافات المريخ، والطائرات، والهبوط، وخزانات التخزين، وهياكل الاتصالات، والتعدين، ومعدات خاصة مثل معدات تحريك التربة وغيرها .
قد يكون موطن المريخ موجودًا في سياق البعثة البشرية أو البؤرة الاستيطانية أو المستعمرة على المريخ.

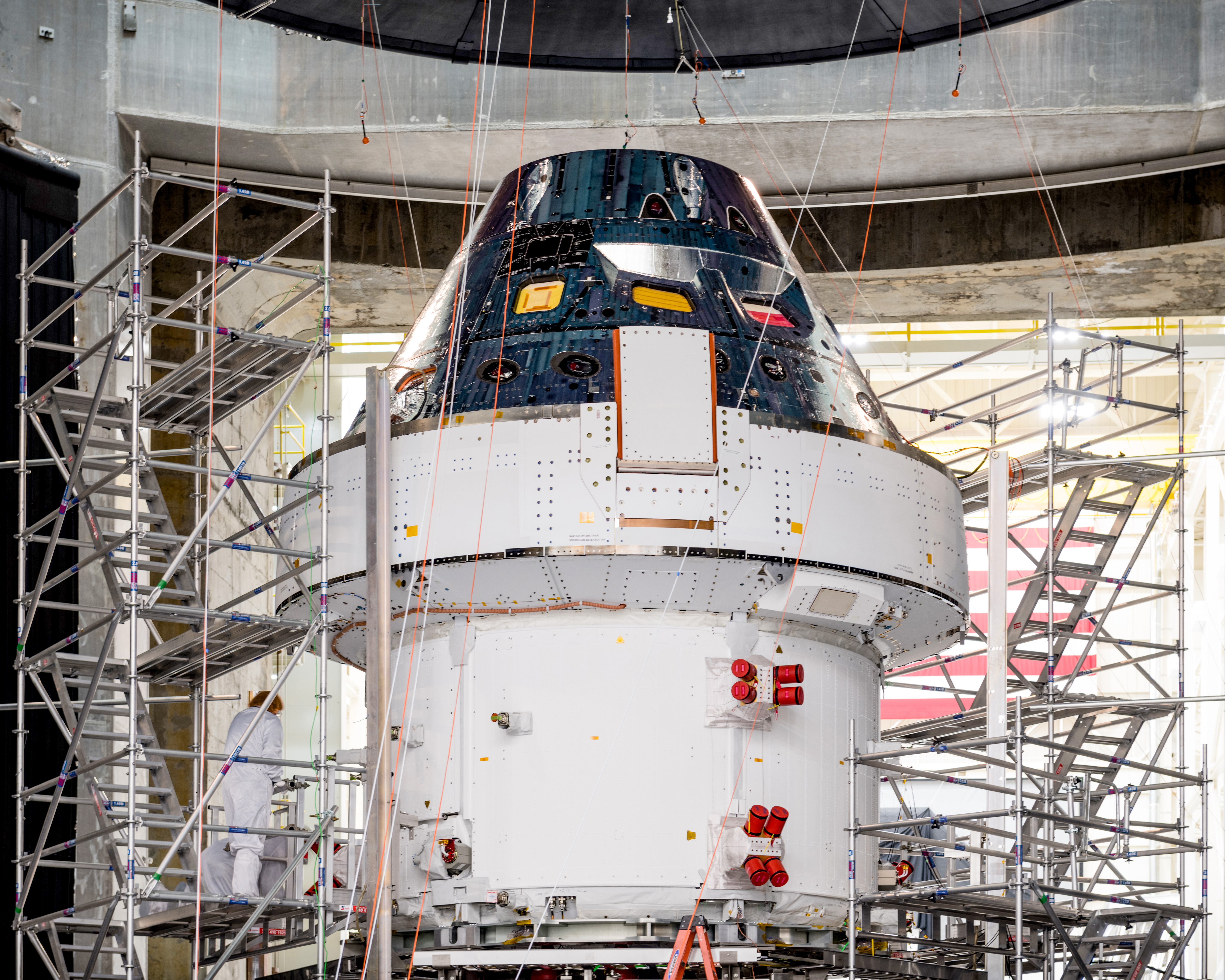
المركبة الفضائية اوريون

### الهواء

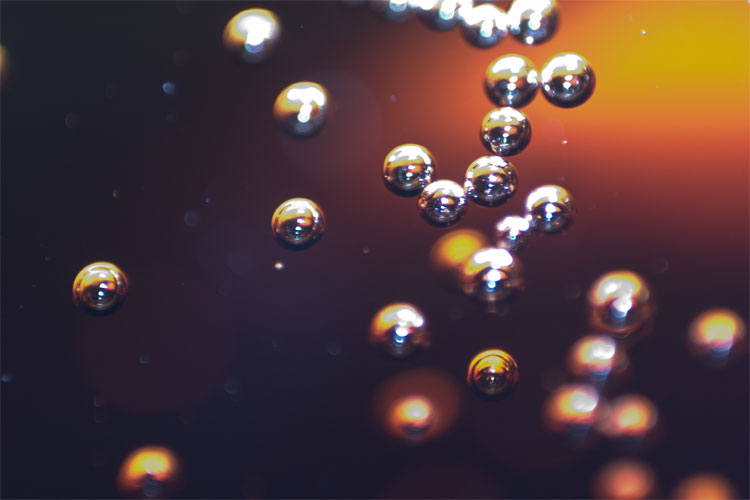
فقاعات غازية في مشروب غازي (صودا بوب)

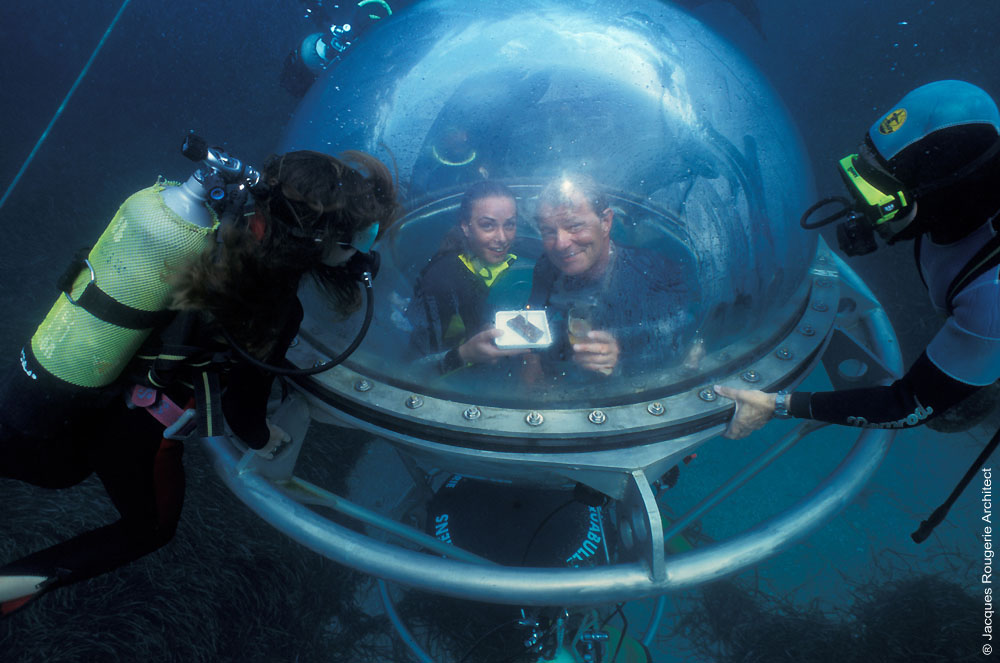
أشخاص داخل حوض غوص على الأرض

عند إنشاء موطن للناس، تحافظ بعض الاعتبارات على درجة حرارة الهواء المناسبة وضغط الهواء المناسب وتكوين الجو.
وبينما يستطيع البشر أن يتنفسوا الأكسجين النقي، فإن الجو المشبع بغاز الأكسجين النقي كان سبباً في كارثة أبولو 1 , لذا قد تحتاج مساكن المريخ إلى غازات إضافية. أحد الاحتمالات هو استخدام النيتروجين والأرجون من الغلاف الجوي للمريخ، ومع ذلك فقد يصعب فصلهما عن بعضهما البعض ونتيجة لذلك، قد يستخدم مسكن المريخ 40٪ أرجون و 40٪ نيتروجين و 20٪ أكسجين. انظر أيضًا Argox ، للحصول على خليط غاز تنفس الأرجون المستخدم في الغوص
أحد المفاهيم لاستخلاص ثنائي اكسيد الكربونCO2 من هواء التنفس هو استخدام أجهزة تنقية غاز ثاني أكسيد الكربون القابلة لإعادة الاستخدام. إذ يمكن تنفيس غاز ثاني أكسيد الكربون2 وإطلاقه نحو الغلاف الجوي للمريخ، وبمجرد اكتمال هذه العملية، يمكن إعادتها مرة أخرى..
إحدى القوى الهيكلية الفريدة التي يجب أن تتعامل معها مساكن المريخ إذا تم الضغط عليها في الغلاف الجوي للأرض، هي قوة الهواء على الجدران الداخلية. وقد قدرت بأكثر من (2000 رطل لكل قدم مربع) لمسكن مضغوط على سطح المريخ، والمرتفع بشكل كبير عن الضغط على المنشآت الأرضية. ويمكن مقارنته بالضغط الذي تتحمله الطائرات والتي يجب أن تتحمل قوة من 1100 إلى 1400 رطل لكل قدم مربع عندما تحلق في الجو .
على ارتفاع حوالي 45 كم عن الأرض، يصبح الضغط الجوي مكافئاً تقريباً للضغط على سطح المريخ.
| المروقع                | الضغط                        |
| ---------------------- | ---------------------------- |
| قمة أوليمبوس في المريخ | 0.03 كيلوباسكال (0.0044 psi) |
| وسط المريخ             | 0.6 كيلوباسكال (0.087 psi)   |
| قاع بلانيتيا في المريخ | 1.16 كيلوباسكال (0.168 psi)  |
| حد ارمسترونغ           | 6.25 كيلوباسكال (0.906 psi)  |
| قمة جبل إفرست          | 33.7 كيلوباسكال (4.89 psi)   |
| مستوى سطح البحر        | 101.3 كيلوباسكال (14.69 psi) |
| سطح الزهرة             | 9,200 كيلوباسكال (1,330 psi) |

### درجة الحرارة
أحد التحديات التي تواجه الإقامة على المريخ هو الحفاظ على درجات حرارة مناسبة في الأماكن المناسبة في المساكن , أشياء مثل الإلكترونيات والأضواء تولد حرارة ترتفع في الهواء، حتى مع وجود تقلبات شديدة في درجات الحرارة في الخارج. ويمكن أن يكون هناك تقلبات كبيرة في درجة الحرارة على المريخ، على سبيل المثال عند خط الاستواء قد تصل إلى (20 درجة مئوية) في النهار ولكن بعد ذلك تنخفض إلى (-73 درجة مئوية) في الليل.
أمثلة على درجات حرارة سطح المريخ:
- المعدل المتوسط (−60 درجة مئوية).
- المواقع القطبية في الشتاء (−125 درجة مئوية).
- خط الاستواء في نهار الصيف (20 درجة مئوية)

### السكن المؤقت مقابل السكن الدائم

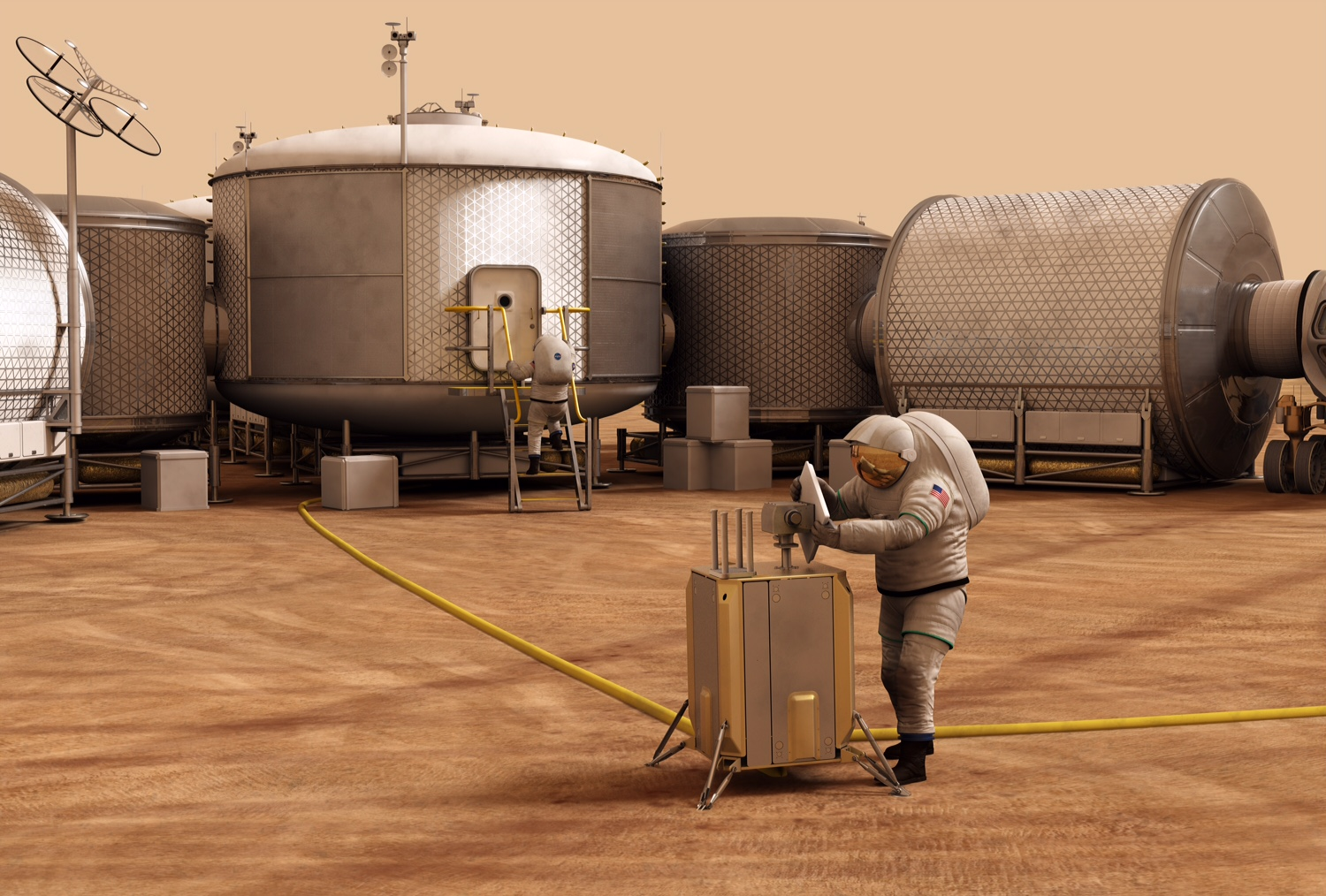
مساكن مريخ (افتراضية) مع رواد فضاء

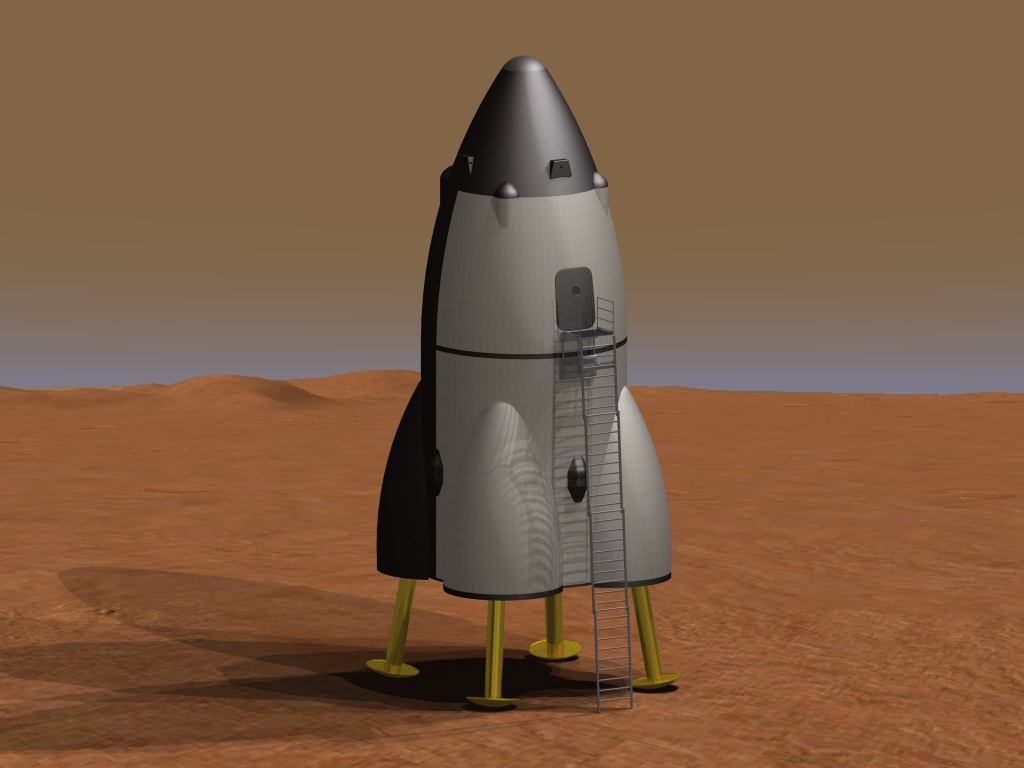
الهبوط البشري على كوكب المريخ يتطلب مستويات مختلفة من الدعم للسكن

لا تتطلب الإقامة قصيرة المدى على سطح المريخ أن يكون للمساكن حجم كبير أو حماية كاملة من الإشعاع، وسيكون الوضع مشابهًا لمحطة الفضاء الدولية ، حيث يتلقى الأفراد كمية عالية من الإشعاع بشكل غير عادي لفترة قصيرة ثم يغادرون. يمكن نقل موطن صغير وخفيف إلى المريخ واستخدامه على الفور.
تتطلب المساكن الدائمة طويلة المدى حجماً أكبر بكثير ودرعاً سميكاً لتقليل الجرعة السنوية للإشعاع المتلقى في الجسم، وهذا النوع من المساكن كبير جدًا وثقيل جدًا بحيث لا يمكن إرساله إلى المريخ، ويجب بناؤه باستخدام بعض الموارد المحلية هناك. تشمل المتطلبات أيضاً تغطية الهياكل بالثلج أو التربة، وحفر المساحات الجوفية.

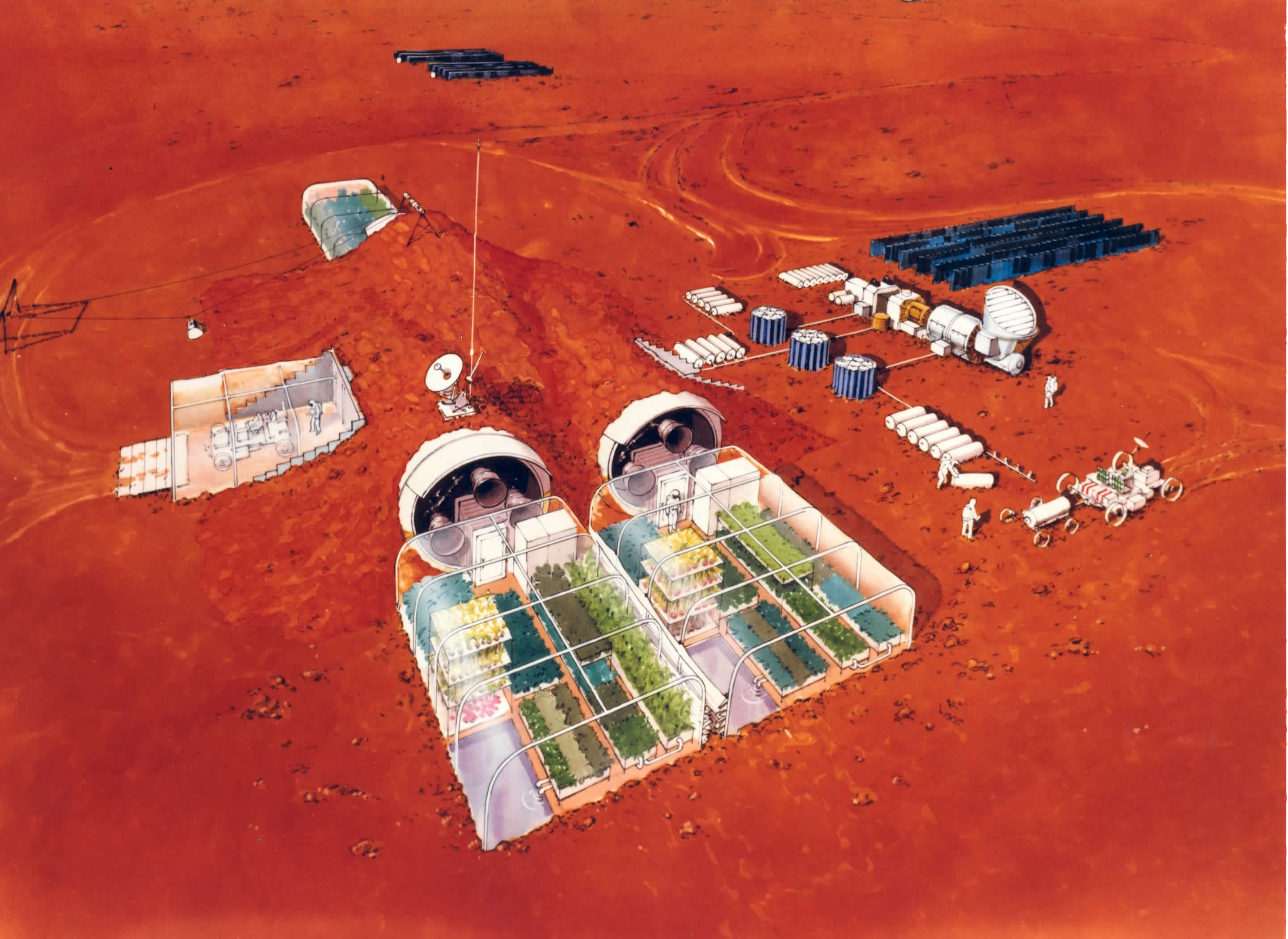
رؤية المساكن التي نشرتها وكالة ناسا من CASE FOR MARS في الثمانينيات ، والتي تتميز بإعادة استخدام مركبات الهبوط ، واستخدام التربة في الموقع لتعزيز الحماية من الإشعاع ، والبيوت الخضراء.

### طبياً
إحدى مشاكل الرعاية الطبية في المريخ، هي صعوبة العودة إلى الأرض للحصول على رعاية متقدمة، وعدم القدرة على توفير رعاية طارئة كافية بوجود طاقم صغير. ربما يكون الطاقم من ستة أفراد قد تدربوا فقط على مستوى الطوارئ وطبيب واحد، ولكنه لن يكون كافياً بالنسبة لمهمة ستستمر سنوات، بالإضافة إلى ذلك ستتأخر الاتصالات مع الأرض للاستشارة بفاصل زمني من 7 وحتى 40 دقيقة.
وتشمل المخاطر الطبية التعرض للإشعاع وتقليل الجاذبية، ومن المخاطر القاتلة حدث الجسيمات الشمسية الذي يمكن أن يولد جرعة قاتلة على مدار عدة ساعات أو أيام إذا لم يكن لدى رواد الفضاء ما يكفي من الحماية.
كما يجب أن يؤخذ تأثير الإشعاع على المستحضرات الصيدلانية والتكنولوجيات الطبية في الاعتبار.
أحد المستلزمات الطبية التي قد تكون ضرورية هو السوائل الوريدية ، والتي تتكون في الغالب من الماء ولكنها تحتوي على أشياء أخرى ليصبح من الممكن إضافتها مباشرة إلى مجرى الدم البشري  وتم اختبار نموذج أولي لعملية التصنيع هذه على محطة الفضاء الدولية في عام 2010.
في بعض المهام الفضائية المبكرة كانت ثلاثة أنواع من الأدوية هي ما يركز عليه لاصطحابه نحو المدار وهي مضادات للغثيان ومسكنات للألم ومنبهات. وبحلول عصر محطة الفضاء الدولية، أصبح لدى الطواقم ما يقرب من 200 دواء متاح، مع خزائن حبوب منع الحمل منفصلة للروس والأمريكيين  وتعتبر الأخيرة واحدة من عديد المخاوف بشأن بعثات المريخ وكيفية استجابة رواد الفضاء لها في ظروف مختلفة.
إحدى الأفكار لتعزيز الطاقم الغير مؤهل والذي قد يحتاج إلى إجراء جراحات متقدمة، هي أن يكون لديهم آلة روبوتية جراحية على كوكب المريخ يتم تشغيلها من قبل أحد أفراد الطاقم بالمساعدة عبر الاتصالات من الأرض.
من الأمثلة المدروسة على حالات الرعاية الطبية للأشخاص على كوكب المريخ هو كيفية التعامل مع الكسر في الساق والتهاب الزائدة الدودية . و أحد أهم الشواغل هو إيقاف ما يمكن أن يكون إصابة طفيفة تهدد الحياة بسبب القيود المفروضة على كمية المعدات الطبية والتدريب، والتأخير الزمني في التواصل مع الأرض. يتراوح التأخير الزمني لرسالة ذات اتجاه واحد من 4 إلى 24 دقيقة . ويستغرق الرد على الرسالة وقتًا أطول يشمل التأخير في معالجة الرسالة وإنشاء رد، بالإضافة إلى وقت سفر العودة إلى كوكب المريخ (4 إلى 24 دقيقة أخرى).
أمثلة على إمكانيات الطوارئ الطبية الحادة لمهمات المريخ:
- الجروح والجروح والحروق
- التعرض للسم
- تفاعلات الحساسية الحادة ( الحساسية المفرطة )
- مرض الإشعاع الحاد
- طب الأسنان
- العين ( طب العيون )
- الطب النفسي

### المكتبة

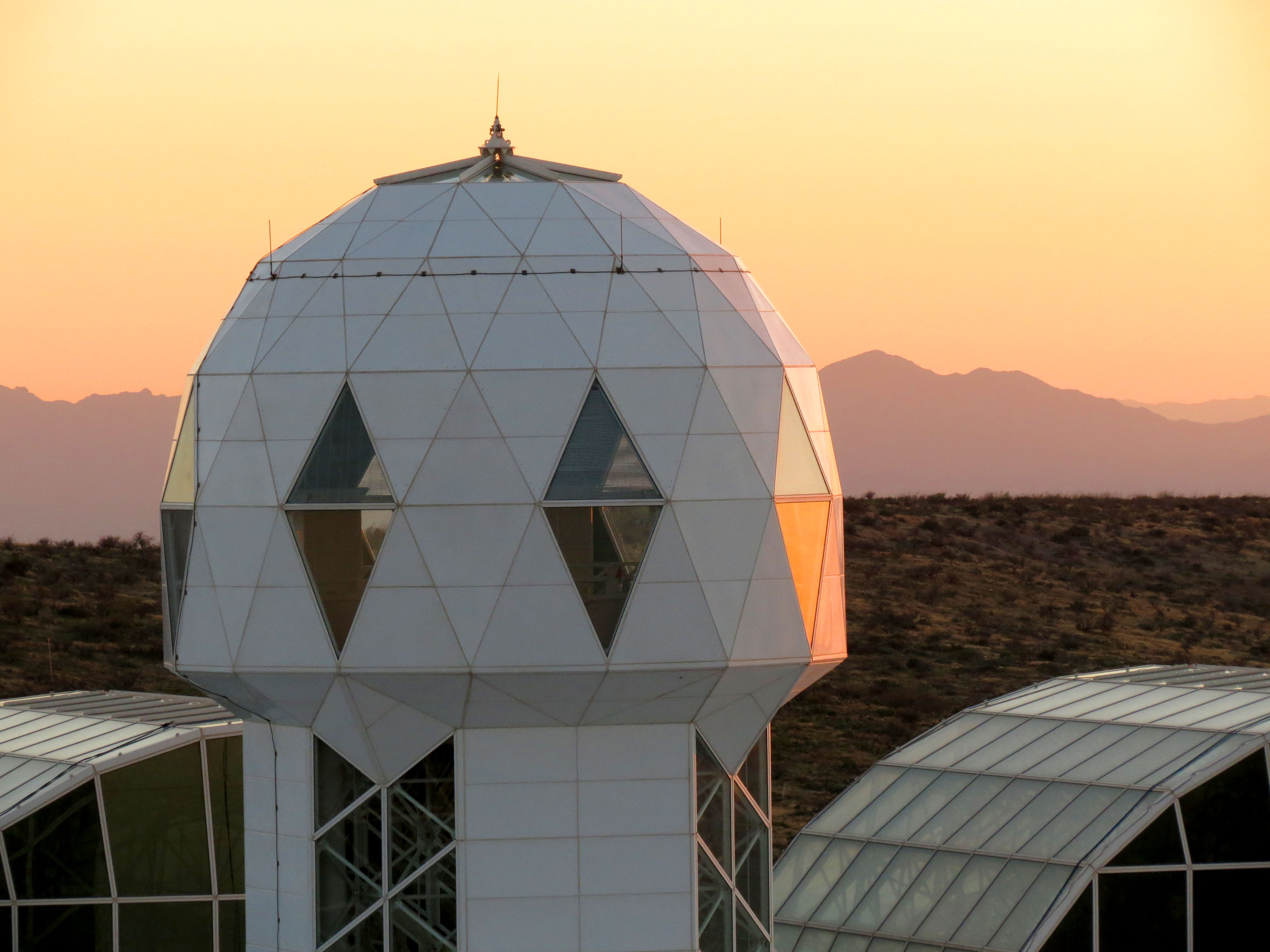
برج المكتبة Biodome 2 وهو موطن فضائي تم اختباره في التسعينات

تتمثل إحدى مهام بعثات المريخ في إرسال مكتبة نحو سطح الكوكب, مركبة فينيكس والتي هبطت على سطح القطب الشمالي للمريخ في عام 2008 ، تضمنت مكتبة DVD تم الإعلان عنها كأول مكتبة على كوكب المريخ. سيأخذ المستكشفون المستقبليون قرص DVD خاص بمكتبة فينيكس (توضيح) ويمكنهم الوصول إلى المحتوى الموجود على القرص.
استغرق إنتاج القرص 15 عامًا، وهو تخليد تذكاري للماضي ورسالة للمستقبل . يتضمن المحتوى الموجود على القرص رؤى المريخ .
إحدى الأفكار تتمثل بـ ساحات المعرفة للفضاء، وهي نوع من النسخ الاحتياطية للمعرفة الإنسانية في حالة حدوث شيء ما للأرض.
شمل اختبار Biodome 2 لرحلات الفضاء والغلاف الحيوي على مكتبة مع أماكن المعيشة. وتم وضع المكتبة في أعلى البرج، والمعروفة باسم مكتبة البرج.

### آثار النيزك
هناك اعتبار آخر لمسكن المريخ، خاصة في الإقامة طويلة الأجل، هو الحاجة إلى التعامل مع تأثير النيازك.
الغلاف الجوي المريخي أرق من الأرضي، لذا فإن المزيد من النيازك تصل إلى السطح، وبالتالي فإن أحد المخاوف هو أن يثقب نيزك ما سطح المسكن مما قد يتسبب في فقدان الضغط أو تضرر الأنظمة .

في عقد ال2010، تم إعلان أن شيئًا ما ضرب سطح المريخ، مما أدى إلى إنشاء نمط متناثر لحفر أكبر وأصغر بين عامي 2008 و 2014. وفي هذه الحالة، قام الغلاف الجوي المريخي بتفكيك النيزك جزئيًا فقط قبل أن يضرب سطحه.

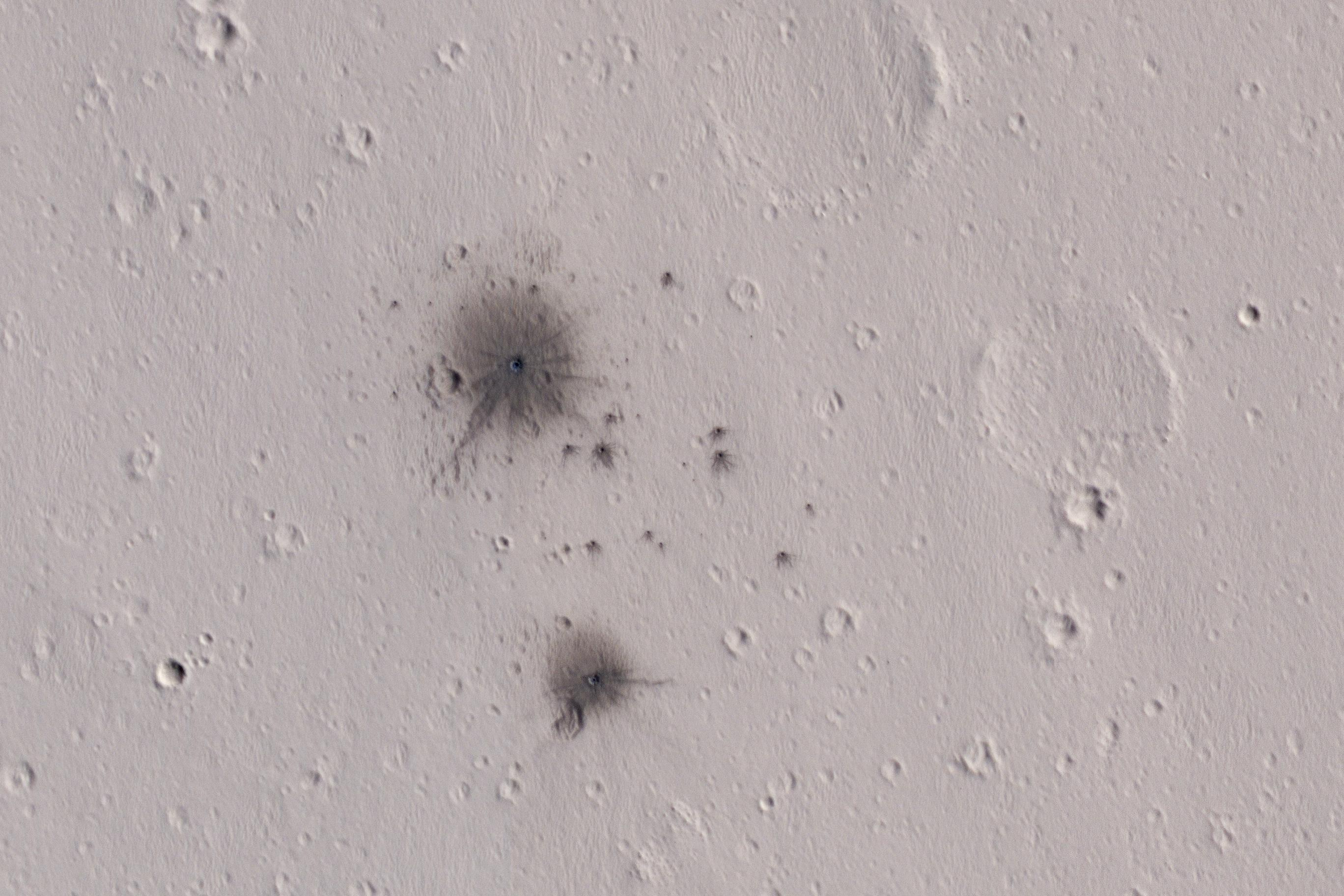
تم اكتشاف فوهات ارتطام جديدة في أوائل العقد الأول من القرن الماضي بواسطة أقمار المريخ الصناعية

### الإشعاع
يعد التعرض للإشعاع مصدر قلق لرواد الفضاء حيث يفتقر المريخ إلى مجال مغناطيسي قوي والغلاف الجوي رقيق لإيقاف الإشعاع كما في حالة الأرض، ومع ذلك فإن الكوكب يقلل الإشعاع بشكل كبير خاصة على السطح، ولم يتم اثبات أنه هو نفسه مشع .

### الطاقة

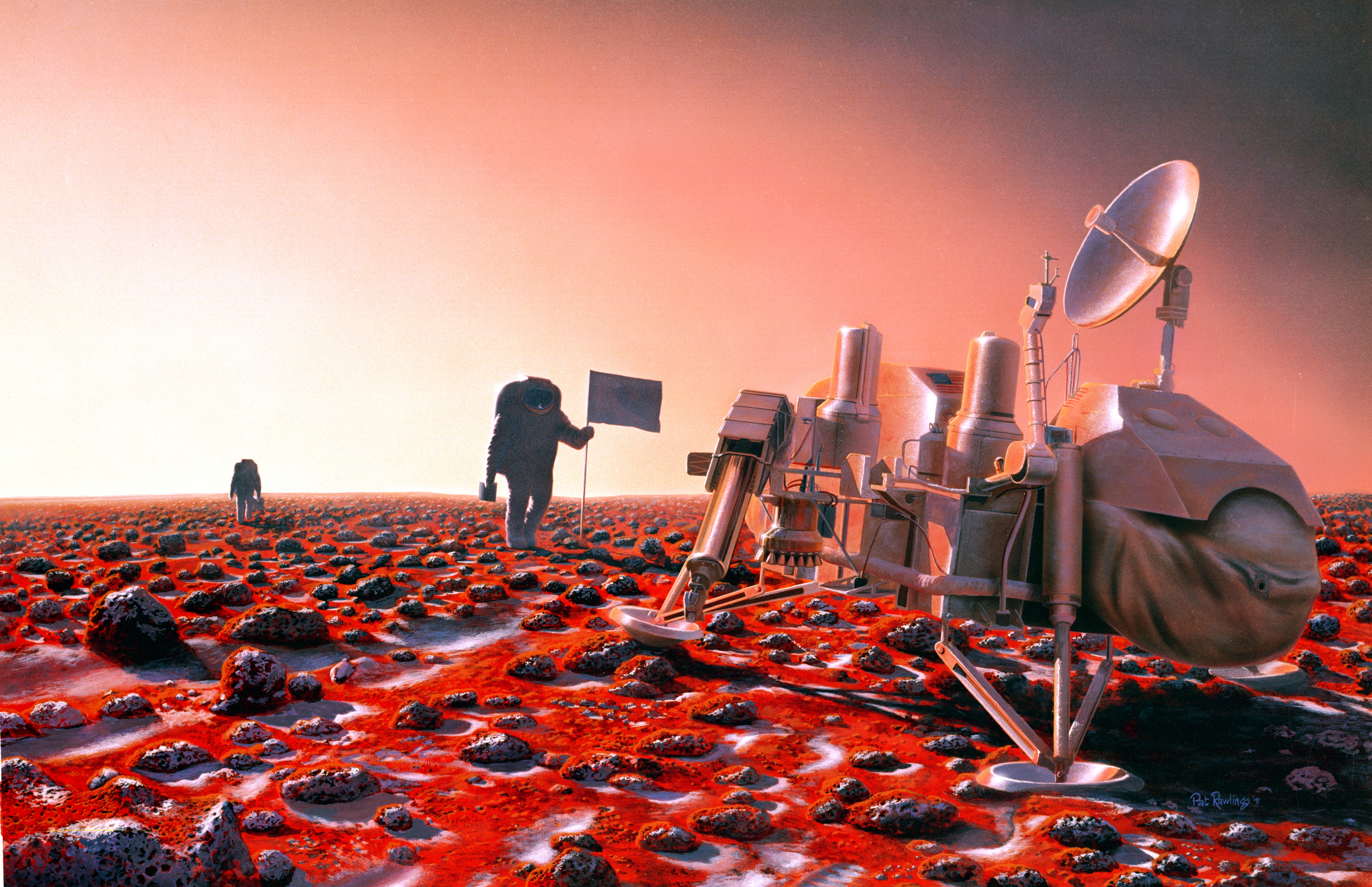
صورة فنية توضح مجموعة تقترب من مسبار فايكينغ 2

بالنسبة لبعثات المريخ التي تستغرق 500 يوم درست وكالة ناسا استخدام الطاقة الشمسية والطاقة النووية لتزويد قواعدها بالطاقة، بالإضافة إلى أنظمة تخزين الطاقة (مثل البطاريات).
تتضمن بعض التحديات التي تواجه الطاقة الشمسية انخفاضًا في كثافة الطاقة الشمسية لأن كوكب المريخ أبعد عن الشمس وأيضاً تراكم الغبار والعواصف الترابية الدورية، بالإضافة إلى التحديات المعتادة للطاقة الشمسية مثل تخزين الطاقة في الليل.
وإحدى الصعوبات هي تحمل عواصف غبار المريخ والتي تتسبب في انخفاض درجات الحرارة وتقليل وصول أشعة الشمس إلى السطح، وهنالك فكرتان للتغلب على هذه المشكلة وهما استخدام مصفوفة إضافية يتم نشرها خلال عاصفة ترابية واستخدام بعض الطاقة النووية لتوفير الطاقة للخط الأساس. درست وكالة ناسا أنظمة انشطار الطاقة النووية في عقد 2010 للبعثات السطحية المريخية, وتم تجهيز تصميم لإنتاج 40 كيلووات بحيث يكون أكثر استقلالية عن أشعة الشمس التي تصل إلى سطح المريخ والتي يمكن أن تتأثر بالعواصف الترابية.
الفكرة الأخرى هي إرسال الطاقة نحو السطح، حيث يرسل القمر صناعي الطاقة الشمسية نحو السطح إلى مستقبل هوائي (يعرف أيضًا بالمستقيم )  245 GHz
وتم التفكير في تقنية تنظيف الغبار من الألواح الشمسية لتطوير متجول استكشاف المريخ, حيث كانت هناك طرق مقترحة لتنظيف الألواح الشمسية على سطح المريخ التي يتراكم عليها الغبار في القرن الحادي والعشرين  وتمت دراسة تأثيرات غبار سطح المريخ على الخلايا الشمسية في التسعينات من خلال تجربة الالتزام بالمواد 

| اسم              | الطاقة الرئيسية |
| ---------------- | --------------- |
| الفايكنج 1 و 2   | النووية - RTG   |
| المريخ باثفايندر | الألواح الشمسية |
| MER A & B        | الألواح الشمسية |
| فينيكس           | الألواح الشمسية |
| MSL              | النووية - RTG   |

## محاكاة المريخ ودراسات المساكن الوهمية
عادة ما تحدث بعثات وهمية مريخية أو بعثات محاكاة للمريخ ببناء مسكان على الأرض وإجراء مهام وهمية واتخاذ خطوات لحل بعض المشاكل التي يمكن أن تواجهها على كوكب المريخ.
ومن الأمثلة على ذلك المهمة الأصلية لـ Biosphere 2 ، التي كان الغرض منها اختبار الأنظمة البيئية المغلقة لدعم حياة الإنسان والحفاظ عليها في الفضاء الخارجي.
اختبرت بيوسفير 2 العديد من الأشخاص الذين يعيشون في نظام بيولوجي مغلق الحلقة، مع دعم العديد من المناطق البيولوجية بما في ذلك الغابات المطيرة والسافانا والمحيطات والصحراء والمستنقعات والزراعة وفي منطقة لدعم مساحة المعيشة.
بعض المناطق لمحاكاة بيئة المريخ:
- محطة أستراليا المريخية لبحوث المحاكاة
- محطة أبحاث Flashline Mars Arctic
- مارس -500
- محطة كونكورديا

## Biodomes
أحد الأمثلة على البرامج التي تدعم محاكاة المواطن هو Biodomes المريخ، وهو هيكل يمكن أن يحمل الأكسجين والغذاء المطلوبين لتوليد الحياة للبشر, و كان برنامجًا لتطوير البكتيريا التي يمكن أن تحول جو المريخ إلى أكسجين .
بعض المشكلات المتعلقة بالمحيطات الحيوية هي معدلات تسرب الغاز ومستوى الأكسجين والغازات الأخرى داخله.

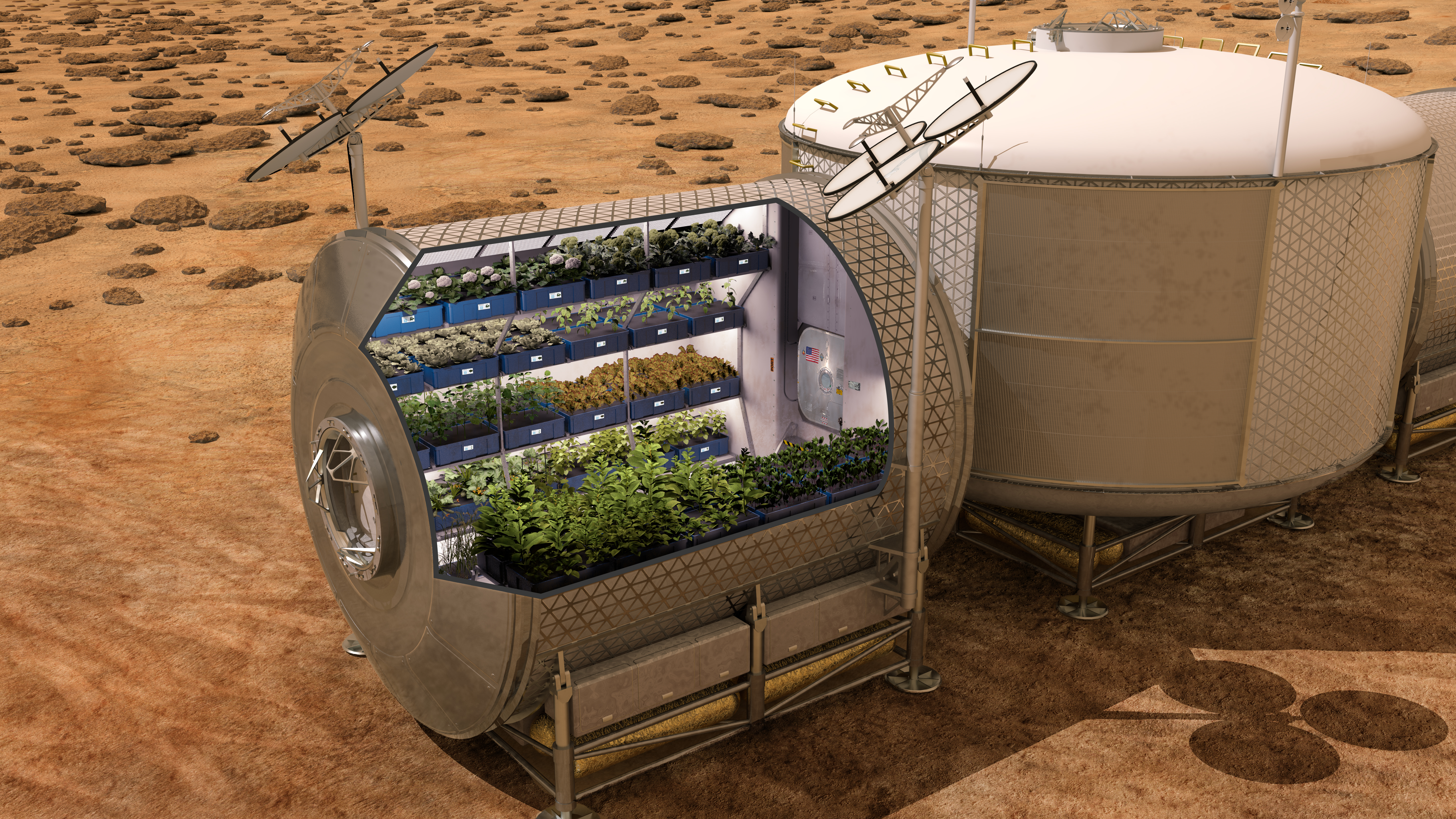
صورة توضيحية للنباتات التي تنمو في قاعدة المريخ.

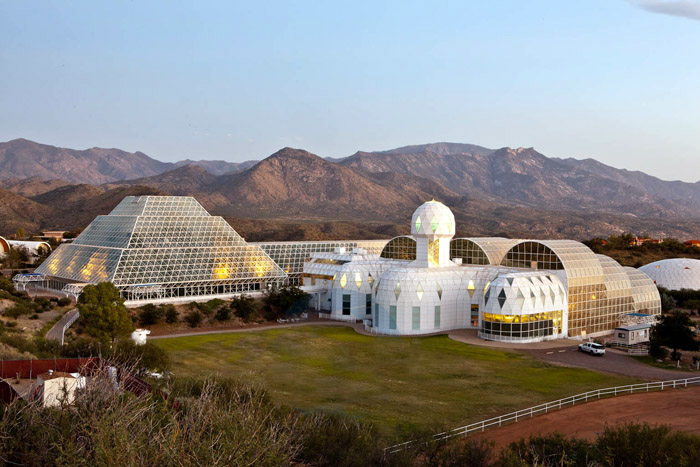

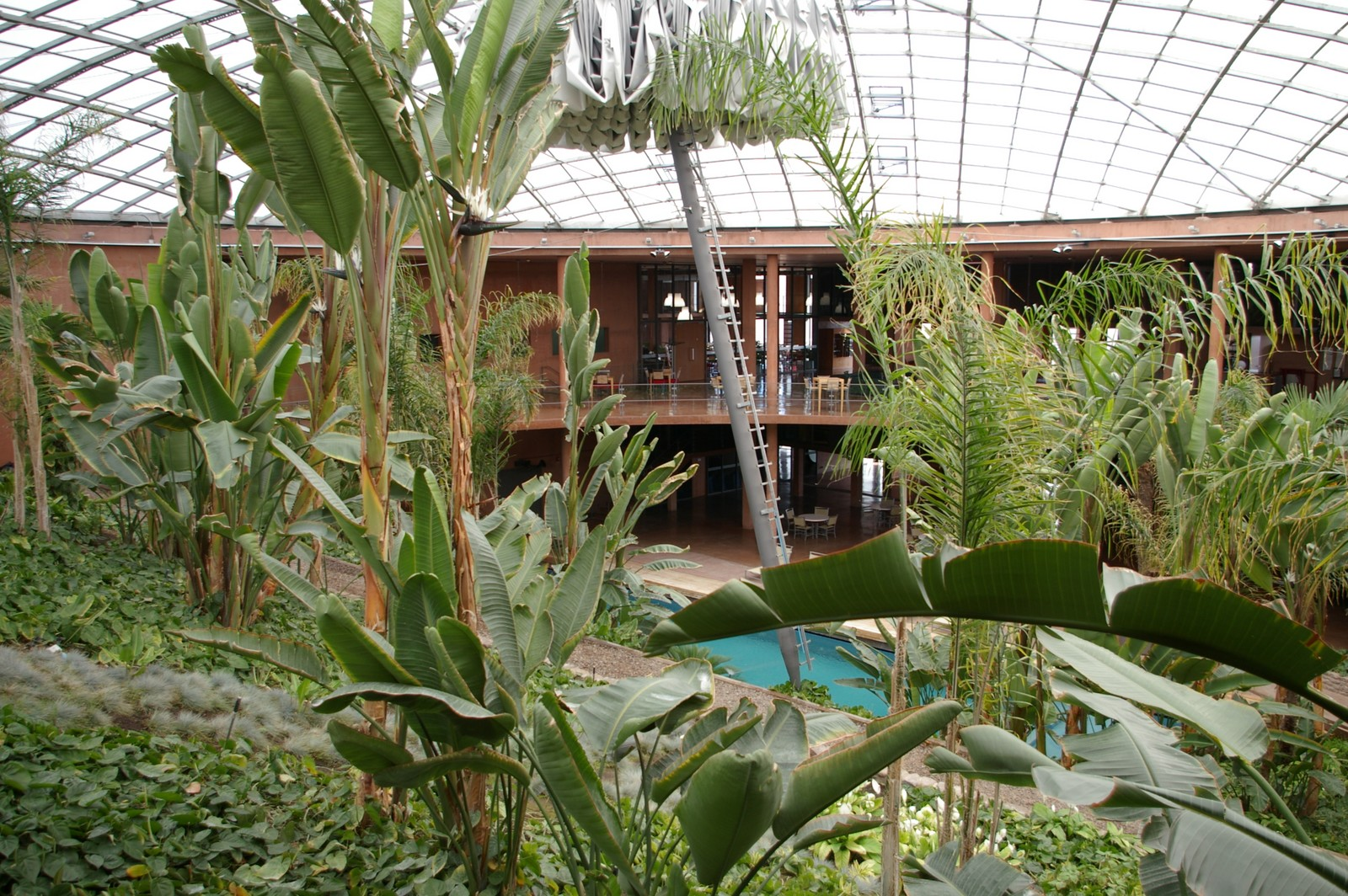
التصميم الداخلي لفندق ESO الذي أطلق عليه اسم "الصعود على متن المريخ" ، لأن المناطق المحيطة تشبه المريخ ؛ يضم مرصد في الصحراء الشيلية العالية.

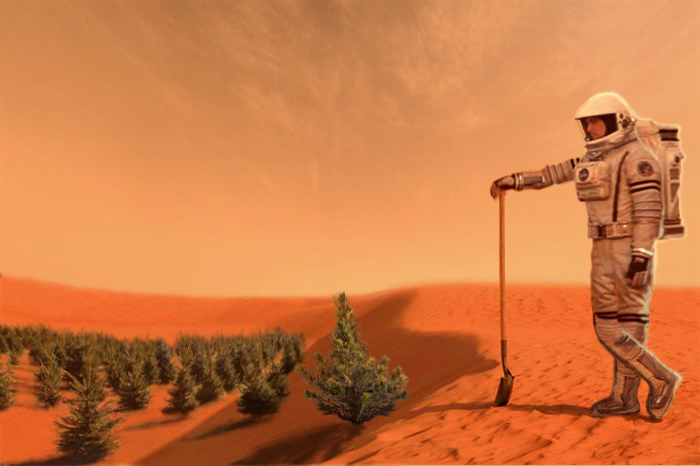
تم اقتراح أشجار الصنوبر، مع تقنيات أخرى لخلق جو مضياف أكثر على المريخ.

## روابط خارجية
- الحياة في حاوية مغلقة - وكالة ناسا (2010)
- معرض صور تلغراف للموائل المريخ
- Mars Habitat NASA-CR-189985 (.pdf)
- تقرير صحة الإنسان والإشعاع (أكتوبر 2015) (وكالة ناسا)
- طبع نورمان وفوستر تصميم موطن المريخ ثلاثي الأبعاد
- صور وكالة ناسا أميس المريخ